# Nagy Enikő (színművész)
 Nagy Enikő (Gyula, 1969. november 7. –) magyar színésznő.

## Életútja
1988-ban érettségizett a debreceni Ady Endre Gimnázium dráma tagozatán. 1990-ben az egri Gárdonyi Géza Színházba nyert felvételt, Gali László igazgatása alatt.
1993-ban a Bodnár Sándor Színiakadémia növendéke volt, 1994-ben a Szegedi Nemzeti Színházhoz szerződött, itt kapta meg a Színész I. minősítést a Budapesti Színész kamarától. 1995-től a Budapesti Kamaraszínház színésznője volt. 2012-től szabadfoglalkozású színművésznő. 2019-től a Spirit Színház társulatának tagja volt. A TV-nézők a Szeress most! című sorozat Konrád Melindájaként ismerhetik.

## Fontosabb színházi szerepei
- Móricz Zsigmond -Kocsák Tibor - Miklós Tibor: Légy jó mindhalálig.... Bella
- William Shakespeare: Vízkereszt, vagy amit akartok.... Viola
- William Shakespeare: Othello.... Desdemona
- William Shakespeare: III. Richárd.... Lady Anna
- William Shakespeare: Titus Andronicus.... Lavinia
- William Shakespeare: Cymbeline.... Imogen (Cymbeline lánya)
- William Shakespeare: Szeget szeggel.... Marianna (Angelo menyasszonya)
- William Shakespeare: A velencei kalmár.... szereplő
- Anton Pavlovics Csehov: Három nővér.... Olga
- Lev Nyikolajevics Tolsztoj: Anna Karenina.... Dolly
- Nyikolaj Vasziljevics Gogol - Anton Pavlovics Csehov: Leánynéző.... szereplő
- Federico García Lorca: Bernarda Alba háza....Magdaléna
- Federico García Lorca: Bernarda Alba háza.... Martirio (Spirit Színház)
- Szigligeti Ede: Liliomfi.... Erzsike
- Oscar Wilde: Bunbury.... Cecily
- Tennessee Williams: A vágy villamosa.... Stella
- Mihail Afanaszjevics Bulgakov: Molière.... Armande
- Spiró György: Az imposztor.... Kaminska
- Spiró György: Szappanopera.... Lány
- Bródy Sándor: Szerető.... Boris
- Szép Ernő: Kávé, kuglóf, szerelem!.... Fanny
- Katona József Bánk bán.... Izidora
- Joe Orton Amit a lakáj látott.... Geraldine
- William Somerset Maugham: Csodálatos vagy, Júlia!.... Dolly Moskowitz (Spirit Színház)
- Johann Wolfgang von Goethe: Kéz kezet mos.... Sophie
- Frank Wedekind: A tavasz ébredése.... Wendla
- Giulio Scarnicci - Renzo Tarabusi: Kaviár és lencse.... Fiorella
- Harold Pinter: Hazatérés.... Ruth
- Sławomir Mrożek: Tangó.... Ala
- Akutagava Rjúnoszuke: A vihar kapujában.... Masago
- Virginia Woolf: Orlando.... Orlando
- Thuróczy Katalin: Finálé.... Barabás Zsuzsa
- Görgey Gábor: Tükörjáték..... Antoinette, (a felesége, 1789-ből)
- David Storey: Anyák napja.... Judy
- Filó Vera: Rob és Top pont még nevet egyet.... Kati
- Per Olov Enquist: A nap 25. órája.... Pszichiáternő
- Jack Popplewell – Robert Thomas: A szegény hekus esete a papagájjal.... Suzanne Brissard
- Siposhegyi Péter: Kikötő.... szereplő (Újpest Színház)
- Siposhegyi Péter: Balatoni gyöngyhalászok.... szereplő
- Háy János Vasárnapi ebéd.... Ügyintéző
- Harry Gibson - Irvine Welsh: Trainspotting.... Alison
- Mark Ravenhill: Piszkos fotók.... Helen
- Agnieszka Osiecka: Ő meg Ő.... Nő  (Szegedi Pinceszínház)
- Agnieszka Osiecka: Ő meg Ő meg Csernus doki.... Nő
- Budapest Orfeum - újratöltve.... szereplő  (Spirit Színház)
- John Kander - Fred Ebb: Cabaret.... Schneider kisasszony  (Spirit Színház)
- Craig Lucas: Chatszoba - ahol a vágyak életre kelnek.... Elaine  (Spirit Színház)
- Peter Shaffer: Ki fut a nő után.... Doreen (Belinda)  (Ivancsics Ilona és Színtársai)
- Alan Alexander Milne - Torres Dániel: Micimackó.... Malacka  (Spirit Színház)
- Pier Paolo Pasolini: Tétel.... Emilia (a cseléd) (Spirit Színház)
- Szabó Magda: Az ajtó.... Sutu  (Spirit Színház)
- Neil Simon: Ölelj át!.... Faye Medwick  (Spirit Színház)
- John Steinbeck: Egerek és emberek.... Curley felesége  (Spirit Színház)
- Galambos Attila: Play Krúdy!.... Vass Judit, színésznő  (Spirit Színház)
- Bengt Ahlfors: Színházkomédia.... Matilda, művészeti vezető  (Ivancsics Ilona és Színtársai)
- Isabelle Le Nouvel: Skót mámor.... Sophie (Ivancsics Ilona és Színtársai)
- Misima Jukió: Madame de Sade - Sade a nők szemszögéből.... Simiane
- Márai Sándor: Eszter hagyatéka.... Olga (elvált nő)
- Déry Tibor - Pós Sándor - Presser Gábor - Adamis Anna: Képzelt riport egy amerikai popfesztiválról.... Beverley
- Carrie Fisher: Képeslapok a szakadékból.... Éda
- Friedrich Dürrenmatt: Az öreg hölgy látogatása.... Inas, Végrehajtó, Rádióriporter

## Filmek, tv
- W. Shakespeare: Othello (színházi előadás tv-felvétele, 1996.)
- Thuróczy Katalin: Finálé (színházi előadás tv-felvétele, 2002.)
- Görgey Gábor: Tükörjáték (színházi előadás tv-felvétele, 2005.)
- Szeress most! (sorozat)  (2003-2005) (Konrád Melinda)
- Buhera mátrix (2007) (Anya)
- Tűzvonalban (sorozat) (2010) (Ágota)
- Zimmer Feri 2. (2010) (Fásyné)
- Barátok közt (sorozat) (2004) (Vásárló Zsuzsa butikjában)
- Barátok közt (sorozat) (2012), (2014) (Horváth Kati)
- Tüskevár (2012) (Tutajos anyja)
- Hacktion: Újratöltve (sorozat) Egy ínyenc nyomában című rész (2013) (Horváth Andrea)
- Besúgók (2015) (Cikória)
- A gép (2016)
- Munkaügyek (sorozat) (2016) (Vanda)
- Oltári csajok (sorozat) (2017) (Lili)
- Mintaapák (sorozat) (2019)
- Oltári történetek (sorozat) (2021) (Emőke)
- A Séf meg a többiek (sorozat) (2022) (Lelkes nő)
- Brigi és Brúnó (sorozat) (2023) (orvos)
- …a szomszéd tehene (sorozat) (2024) (Jász-Nagy Vivien)
- Pokoli rokonok (sorozat) (2025) (Karola)